# Кирхберг ан дер Јагст
Кирхберг ан дер Јагст (њем. Kirchberg an der Jagst) град је у њемачкој савезној држави Баден-Виртемберг. Једно је од 30 општинских средишта округа Швебиш Хал. Према процјени из 2010. у граду је живјело 4.367 становника. Посједује регионалну шифру (AGS) 8127046.

## Географски и демографски подаци
Кирхберг ан дер Јагст се налази у савезној држави Баден-Виртемберг у округу Швебиш Хал. Град се налази на надморској висини од 384 метра. Површина општине износи 40,9 km². У самом граду је, према процјени из 2010. године, живјело 4.367 становника. Просјечна густина становништва износи 107 становника/km².